# Daihatsu Move

## Daihatsu Move I
Daihatsu Move – mikrovan produkowany w oparciu o model Daihatsu Cuore przez japońską firmę motoryzacyjną Daihatsu. Model ten, był odpowiedzią na mikrovany typu kei car innych producentów.

### Dane techniczne
- prędkość maksymalna: 140 km/h (skrzynia manualna) / 131 km/h (automat)
- benzyna: Benzyna bezołowiowa, minimalna liczba oktanów: 91,
- spalanie: 6,6 l na 100 km
- opony: 145/65 R13
- promień zawracania: 5 m

## Daihatsu Move II
Daihatsu Move II- jest kolejną generacją modelu Move. Move II jest bliźniaczym modelem Pereoduy Kenari i Suzuki Tall Wagon. Karoseria jest bardzo kanciasta, dzięki czemu w środku jest więcej miejsca, a widoczność jest bardzo dobra. W 2000 roku samochód przeszedł face lifting.

## Daihatsu Move III
Daihatsu Move jest trzecią odsłoną modelu Move. Ten model był produkowany w latach 2002-2006. W 2004 roku przeszedł face lifting. Jak większość kei carów był oferowany z manualną pięciostopniową przekładnią manualną i czterostopniową automatyczną.

## Daihatsu Move IV
Daihatsu Move VI- samochód osobowy typu kei car.  Technicznie bazuje na modelu 
Cuore. Występuje z silnikami o mocy od 56 do 64 KM.

### Odmiany stylu nadwozia
- Daihatsu Move Latte – oparty na Daihatsu Move kei car. Uważany jest[przez kogo?] za ten sam model, ale ze zmienioną stylistyką.

- Daihatsu Move Conte – oparty na Daihatsu Move kei car. Uważany jest[przez kogo?] za jedną z dwóch stylizacji Daihatsu Move.

## Daihatsu Move V
Daihatsu Move V – samochód osobowy typu kei car produkowany w latach 2010–2014. Jest modelem bliźniaczym z Suzuki Tall Wagon.